# Lup mongol
Lupul mongol (Canis lupus chanco) este o subspecie a lupului gri, originară din Mongolia, nordul și centrul Chinei, Coreea și regiunea Ussuri a Rusiei.